# Saison 1 de Reine du Sud
Chronologie
Saison 2
Cet article présente le guide des épisodes de la première saison de la série télévisée américaine Reine du Sud (Queen of the South).

## Généralités
- Aux États-Unis, la saison a été diffusée du 23 juin au 16 septembre 2016 sur USA Network.
- Au Canada, la saison a été diffusée du 14 août au 8 novembre 2016 sur Bravo!.

## Distribution

### Acteurs principaux
- Alice Braga (VF : Alice Taurand) : Teresa Mendoza
- Hemky Madera (VF : Stéphane Bazin) : Pote Galvez
- Veronica Falcon (VF : Marie Vincent) : Camila Vargas
- Peter Gadiot (VF : Franck Lorrain) : James Valdez
- Justina Machado (VF : Annie Milon) : Brenda Parra

### Acteurs récurrents
- James Martinez : Gato Fierros
- Joaquim de Almeida (VF : Patrick Messe) : Don Epifanio Vargas
- Carlos Gómez : Javier Acosta
- Mark Consuelos (VF : Sylvain Agaësse) : Teo Aljarafe
- Rafael Amaya : Aurelio Casillas
- Jon-Michael Ecker (en) (VF : Damien Ferrette) : Güero « El Güero » Davila
- Sandy Valles (VF : Zina Khakoulia) : Isabella Vargas, fille de Camila et Epifanio

## Épisodes

### Épisode 1:Pilote
- États-Unis : 23 juin 2016 sur USA Network[1]
- Canada : 16 août 2016 sur Bravo![2].
- Québec : 31 mai 2017 sur Séries+
- France : 15 juin 2017 sur Netflix
- Suisse : 26 août 2017 sur RTS Un[3]

- États-Unis : 1,39 million de téléspectateurs[4] (première diffusion)

### Épisode 2:Quarante minutes
- États-Unis : 30 juin 2016 sur USA Network
- Canada : 23 août 2016 sur Bravo!
- Québec : 7 juin 2017 sur Séries+
- France : 15 juin 2017 sur Netflix
- Suisse : 26 août 2017 sur RTS Un

- États-Unis : 1,35 million de téléspectateurs[5] (première diffusion)

### Épisode 3:Stratégie
- États-Unis : 7 juillet 2016 sur USA Network
- Canada : 30 août 2016 sur Bravo!
- Québec : 14 juin 2017 sur Séries+
- France : 15 juin 2017 sur Netflix
- Suisse : 2 septembre 2017 sur RTS Un

- États-Unis : 1,26 million de téléspectateurs[6] (première diffusion)

### Épisode 4:Le Muguet de mai
- États-Unis : 14 juillet 2016 sur USA Network
- Canada : 6 septembre 2016 sur Bravo!
- Québec : 21 juin 2017 sur Séries+
- France : 15 juin 2017 sur Netflix
- Suisse : 2 septembre 2017 sur RTS Un

- États-Unis : 1,26 million de téléspectateurs[7] (première diffusion)

### Épisode 5:Divergences
- États-Unis : 21 juillet 2016 sur USA Network
- Canada : 13 septembre 2016 sur Bravo!
- Québec : 28 juin 2017 sur Séries+
- France : 15 juin 2017 sur Netflix
- Suisse : 9 septembre 2017 sur RTS Un

- États-Unis : 1,22 million de téléspectateurs[8] (première diffusion)

### Épisode 6:Trahisons
- États-Unis : 28 juillet 2016 sur USA Network
- Canada : 20 septembre 2016 sur Bravo!
- Québec : 5 juillet 2017 sur Séries+
- France : 15 juin 2017 sur Netflix
- Suisse : 9 septembre 2017 sur RTS Un

- États-Unis : 1,22 million de téléspectateurs[9] (première diffusion)

### Épisode 7:Birdman
- États-Unis : 4 août 2016 sur USA Network
- Canada : 27 septembre 2016 sur Bravo!
- Québec : 12 juillet 2017 sur Séries+
- France : 15 juin 2017 sur Netflix
- Suisse : 16 septembre 2017 sur RTS Un

### Épisode 8:Aller simple
- États-Unis : 11 août 2016 sur USA Network
- Canada : 4 octobre 2016 sur Bravo!
- Québec : 19 juillet 2017 sur Séries+
- France : 15 juin 2017 sur Netflix
- Suisse : 16 septembre 2017 sur RTS Un

- États-Unis : 1,059 million de téléspectateurs[11] (première diffusion)

### Épisode 9:Responsabilités
- États-Unis : 18 août 2016 sur USA Network
- Canada : 11 octobre 2016 sur Bravo!
- Québec : 26 juillet 2017 sur Séries+
- France : 15 juin 2017 sur Netflix
- Suisse : 23 septembre 2017 sur RTS Un

- États-Unis : 1,05 million de téléspectateurs[12] (première diffusion)

### Épisode 10:Histoires de familles
- États-Unis : 25 août 2016 sur USA Network
- Canada : 18 octobre 2016 sur Bravo!
- Québec : 2 août 2017 sur Séries+
- France : 15 juin 2017 sur Netflix
- Suisse : 23 septembre 2017 sur RTS Un

- États-Unis : 1,20 million de téléspectateurs[13] (première diffusion)

### Épisode 11:Point de non-retour
- États-Unis : 2 septembre 2016 sur USA Network
- Canada : 25 octobre 2016 sur Bravo!
- Québec : 9 août 2017 sur Séries+
- France : 15 juin 2017 sur Netflix
- Suisse : 30 septembre 2017 sur RTS Un

- États-Unis : 1,16 million de téléspectateurs[14] (première diffusion)

### Épisode 12:La Peur
- États-Unis : 9 septembre 2016 sur USA Network
- Canada : 1er novembre 2016 sur Bravo!
- Québec : 16 août 2017 sur Séries+
- France : 15 juin 2017 sur Netflix
- Suisse : 30 septembre 2017 sur RTS Un

- États-Unis : 1,12 million de téléspectateurs[15] (première diffusion)

### Épisode 13:Surprises
- États-Unis : 16 septembre 2016 sur USA Network[16]
- Canada : 8 novembre 2016 sur Bravo!
- Québec : 23 août 2017 sur Séries+
- France : 15 juin 2017 sur Netflix
- Suisse : 30 septembre 2017 sur RTS Un

- États-Unis : 1,35 million de téléspectateurs[17] (première diffusion)